# Armando Discépolo

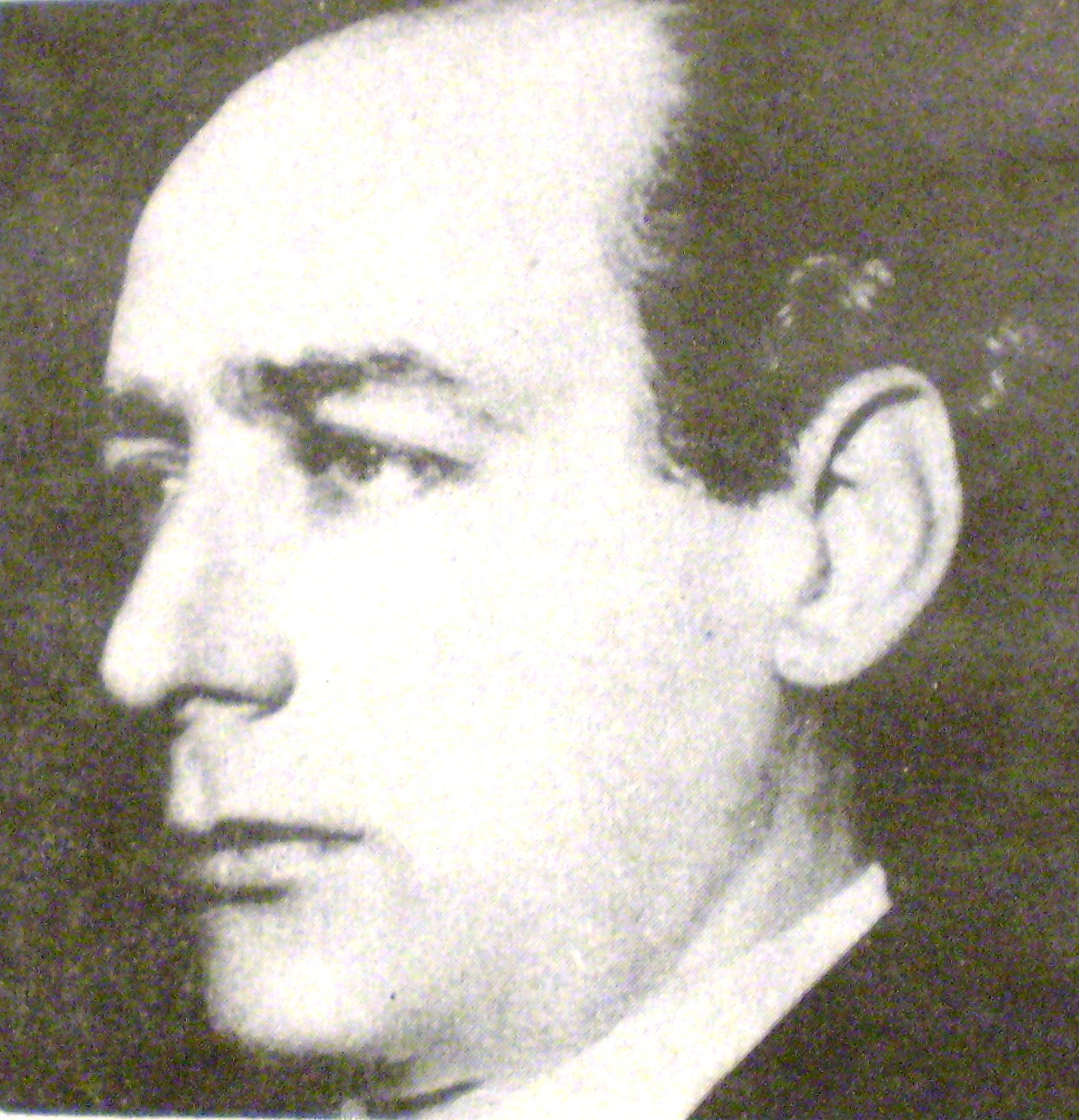
Armando Discépolo

Armando Discépolo (* 18. September 1887 in Buenos Aires; † 8. Januar 1971 ebenda) war ein argentinischer Dramaturg, Autor und Theaterregisseur.

## Leben
Discépolo war der Sohn italienischer Einwanderer, der Dichter und Tango-Komponist  Enrique Santos Discépolo war sein Bruder. Discépolo wurde als 18-Jähriger bekannt, als José Podesta, Direktor einer der damals größten Theaterkompanien Argentiniens, sein Werk Entre el hierro mit großem Erfolg inszenierte. 
Sein Werk gehört dem in Argentinien beheimateten Stil des Grotesco Criollo an, worunter komische oder auch groteske Stücke im Milieu der Armen oder oft auch der Einwanderer zu verstehen sind. Ab 1934 war er hauptsächlich als Theaterregisseur tätig.

## Werke (Auswahl)
- La torcaza.
- El novio de mamá.
- La espada de Damocles.
- Stefano.
- Babilonia.
- El organito.
- Relojero.
- Mateo.
- El vértigo.
- El movimiento continuo.
- Mustafá.
- Muñeca.
- Cremona.